# Gnophos glaciata
Gnophos glaciata là một loài bướm đêm trong họ Geometridae.